# اینترناتی
اینترناتی (به لاتین: Internati) یک منطقهٔ مسکونی در گرجستان است.